# Kebeg Khan
Kebeg Khan o Kebek Khan (Qebeg o Quebeq Khan) fou una subsecció dels karaunes fundada pel kan de Txagatai Kebek abans de ser kan, amb el seu propi tumen, quan va tenir interès especial en la regió de Balkh i va reconstruir la ciutat que estava en ruïnes després d'haver estat destruïda pels mongols al primer terç del segle xiii. Kebeg va rebre autorització per reagrupar a la gent mes rica de cada ulus i d'aquests van sorgir l'anomenat tumen de Kebeg kan.